# أركان كولتشاك كوستنديل
اركان كولتشاك (من مواليد 16 يناير 1983) ممثل ومخرج تركي. بدأ حياته المهنية بأدوار في المسرحيات والأفلام والمسلسلات التلفزيونية، ومع ذلك اشتهر في النهاية بدوره في مسلسل يا إسطنبول. وقد فاز بجوائز لظهوره في العديد من الأفلام القصيرة.

## الحياة والوظيفة
ولد كوستنديل في عام 1983 في بورصة. تخرج من مدرسة بورصة أتاتورك الثانوية. خلال سنوات دراسته الثانوية، كان عضواً في فريق بورصا سبور لكرة القدم.
بدأ حياته المهنية في التمثيل في مسرح تونجاي أوزينال، من خلال لعب عدد من الأدوار في مسرحيات مثل AuT وفن لقاء الجنس الآخر.
في عام 2009، كتب وأخرج سلسلة مقدرات، التي نُشرت على الفيسبوك. وفي العام نفسه، حصل على دور في مسلسل M.A.T ومثّل شخصية «ايمره». في عام 2010، كتب وأخرج الفيلم القصير الوقت، الذي حصل على جوائز في مهرجان سينابارك الرابع للأفلام القصيرة، ومهرجان إسكيشهير كرال ميداس للأفلام القصيرة، ومهرجان أنطاليا السينمائي الدولي السابع والأربعين.
كما كتب سيناريو الفيلم الروائي أسرار البائع، الذي تم تصويره في أمستردام واسطنبول. أما مشروعه الرابع للفيلم القصير فهو «سوما»، الذي تم إصداره في عام 2018 ويعرف كواحد من الأعمال الكوميدية التركية الجيدة في حفل توزيع جوائز لوس أنجلوس السينمائية.

## مسرح
- عقدة القلب - مسرح كرافت[5]
- AuT - مسرح إيكينجيكات (İkincikat)
- فن لقاء الجنس الآخر - مسرح إسبارتا

## الأعمال
| عنوان                  | العنوان مترجم         | عام     | الدور                            | ملاحظات             |
| ---------------------- | --------------------- | ------- | -------------------------------- | ------------------- |
| Kurtlar Vadisi         | وادي الذئاب           | 2005    | ليه ما فيه دور                   | مسلسل تلفزيوني      |
| Güz Sancısı            | آلام الخريف           | 2008    | العامل نعماي                     | فيلم                |
| M.A.T                  |                       | 2009    | أمره                             | مسلسل تلفزيوني      |
| Mukadderat             | المصير                | 2009    |                                  | مسلسل تلفزيوني      |
| Sakarya fırat          | فرات سقاريا           | 2009    | محمود كاراكوم                    | مسلسل تلفزيوني      |
| Babalar ve Evlatlar    | الآباء والأبناء       | 2012    | آيهان                            | مسلسل تلفزيوني      |
| Merhamet               | الرحمة                | 2013-14 | محمد                             | مسلسل تلفزيوني      |
| İtirazım Var           | اني معترض             | 2014    | سوبرمان الملاكم                  | فيلم                |
| One Night in Istanbul  | ليلة واحدة في اسطنبول | 2014    | شرطي متخفي                       | فيلم                |
| Yağmur: Kıyamet Çiçeği | يغمر: زهرة القيامة    | 2014    | شينول                            | فيلم                |
| Ulan Istanbul          | يا اسطنبول            | 2014-15 | كارلوس                           | مسلسل تلفزيوني      |
| Yok Artık!             | لا يصدق!              | 2015    | سائق التاكسي فكرت                | فيلم                |
| Kara Bela              | البلاء الأسود         | 2015    | جوفين                            | فيلم                |
| Takim: Mahalle Askina! | فريق: حارة أشكينا     | 2015    |                                  | فيلم                |
| Muhteşem Yüzyıl: Kösem | السلطانة كوسم         | 2015    | شاهين جيري                       | مسلسل تلفزيوني      |
| Familya                | عائلة                 | 2016-17 | طبراق                            | مسلسل تلفزيوني      |
| Bir Deli Sevda         | حب مجنون              | 2017    | محمد                             | مسلسل تلفزيوني      |
| Görünen Adam           | الرجل المشهور         | 2017    | كورتولوش                         | مسلسل تلفزيوني قصير |
| Babam                  | والدي                 | 2017    | دنيز                             | فيلم                |
| Çukur                  | الحفرة                | 2017-21 | فارتولو سعدالدين / صالح كوشوفالي | مسلسل تلفزيوني      |
| Put Şeylere            | وضعت الأشياء          | 2018    |                                  | فيلم                |
| Sibel                  | سيبال                 | 2018    | علي                              | فيلم                |
| Müslüm                 | مسلم                  | 2018    | صاحب بافيون                      | فيلم                |
| Turkish'i Dondurma     | ايس كريم تركي         | 2019    | علي                              | فيلم                |

| "ne gemiler yaktım"
|"كم من السفن احرقت"
|2024
|توبراك
|مسلسل

## روابط خارجية
- أركان كولتشاك كوستنديل على موقع IMDb (الإنجليزية)
- أركان كولتشاك كوستنديل على موقع قاعدة بيانات الفيلم (الإنجليزية)

- أركان كولتشاك كوستنديل في قاعدة بيانات الأفلام على الإنترنت